# Futsal Cisternino 2017-2018
Questa pagina raccoglie i dati riguardanti il Futsal Cisternino, squadra di calcio a 5 militante in serie A, nelle competizioni ufficiali del 2017-2018.

## Trasferimenti

### Sessione estiva
| Daniel Araujo       | BF Magnus        |
| Francesco Caramia   | Olympique Ostuni |
| Franklin Cavalcante | Benfica          |
| Fabinho             | Imola            |
| Josiko              | Prato            |
| Luca Leggiero       | Pescara          |
| Giuseppe Micoli     | Real Rieti       |
| Paulinho            | Sporting Lisbona |

| Leandro Almir       | svincolato      |
| Nicolò Baron        | Feldi Eboli     |
| Giovanni Castellana | Martina Academy |
| Matheus Dener       | Bisceglie       |
| Simón Guerrero      | svincolato      |
| Angelo Lisi         | Real Dem        |
| Mirko Lupinella     | Real Rieti      |
| Douglas Nicolodi    | Real Rieti      |
| Matías Picallo      | Villa La Ñata   |

### Sessione invernale
| Sardela | svincolato |

| Franklin Cavalcante | svincolato       |
| Cainan De Matos     | Napoli           |
| Giuseppe Micoli     | Italservice      |
| Paulinho            | Real Rieti       |
| Gabriel Pina        | Atletico Cassano |

## Organico

### Prima squadra
| N° | Naz.                                   | Ruolo      | Sportivo            | Anno     |  |  |
| -- | -------------------------------------- | ---------- | ------------------- | -------- |  |  |
| 1  | Italia (bandiera)                      | POR        | Francesco Caramia   | 20.06.94 |  |  |
| 2  | Italia (bandiera)                      | LAT        | Riccardo Punzi      | 25.11.93 |  |  |
| 3  | Brasile (bandiera)                     | UNI        | Cainan De Matos     | 27.01.90 |  |  |
| 5  | Italia (bandiera)                      | DIF        | Luca Leggiero       | 11.11.84 |  |  |
| 6  | Brasile (bandiera) · Italia (bandiera) | LAT        | Bruno               | 07.01.88 |  |  |
| 7  | Spagna (bandiera)                      | LAT        | Josiko              | 12.05.92 |  |  |
| 8  | Brasile (bandiera)                     | LAT        | Franklin Cavalcante | 16.08.90 |  |  |
| 10 | Portogallo (bandiera)                  | PIV        | Paulinho            | 12.03.83 |  |  |
| 10 | Brasile (bandiera)                     | PIV        | Sardela             | 10.08.90 |  |  |
| 11 | Brasile (bandiera)                     | PIV        | Fabinho             | 17.03.90 |  |  |
| 12 | Italia (bandiera)                      | POR        | Mattia De Simone    | 08.08.90 |  |  |
| 13 | Italia (bandiera)                      | DIF        | Emanuele Papapietro | 06.06.96 |  |  |
| 21 | Brasile (bandiera)                     | LAT        | Gabriel Pina        | 23.02.93 |  |  |
| 22 | Italia (bandiera)                      | POR        | Giuseppe Micoli     | 20.02.92 |  |  |
| 27 | Brasile (bandiera)                     | LAT        | Eduardo Cangussú    | 31.08.93 |  |  |
| 30 | Italia (bandiera)                      | LAT        | Francesco Sicilia   | 30.08.96 |  |  |
| -  | Italia (bandiera)                      | Allenatore | Piero Basile        | 10.10.77 |  |  |

### Under-19
| N° | Naz.               | Ruolo | Sportivo           | Anno     |  |  |
| -- | ------------------ | ----- | ------------------ | -------- |  |  |
| 4  | Italia (bandiera)  | LAT   | Giuseppe Ferrara   | 28.09.01 |  |  |
| 9  | Brasile (bandiera) | PIV   | Daniel Araujo      | 12.09.98 |  |  |
| 16 | Italia (bandiera)  | LAT   | Antonio Scatigna   | --.--.-- |  |  |
| 20 | Italia (bandiera)  | LAT   | Lorenzo Scialpi    | 10.05.99 |  |  |
| 24 | Italia (bandiera)  | LAT   | Claudio Passiatore | 08.08.00 |  |  |
| 77 | Italia (bandiera)  | LAT   | Mattia Santoro     | 14.12.00 |  |  |
| ?  | Italia (bandiera)  | PIV   | Guglielmo Basile   | --.--.99 |  |  |
| ?  | Italia (bandiera)  | LAT   | Giandomenico Maggi | --.--.-- |  |  |
| ?  | Italia (bandiera)  | LAT   | Enrico Maselli     | --.--.-- |  |  |